# Åna
58°17′7.12″N 6°24′58.89″Ø / 58.2853111°N 6.4163583°Ø
Åna er navnet på en fjord der danner den sydlige grænse mellem  kommunerne Flekkefjord i Agder og Sokndal i Rogaland fylke i Norge. Fjorden strækker sig omtrent 4 km mod nordøst fra Nordsøen og ender ved den lille by  Åna-Sira hvor elven Sira munder ud i fjorden. Fjorden har indløb ved Egdeholmen, og lige indenfor indløbet ligger bygderne Roligheta og Ystebø på sydsiden. Nordsiden af fjorden er forholdsvis brat og stiger op til 317 meter over havet ved Sedeknuden. 